# Preuzorkovanje (obrada zvuka)
Preuzorkovanje (eng. resampling), pretvaranje uzetoga uzorka signala iz jedne stope uzorka u drugu bez promjene dužine zvuka (dakle, bez promjene brzine izvođenja ili visine). Ovo nužno mijenja broj uzoraka koje zvuk sadrži. Preuzorkovanje može značiti i pretvaranje iz jednoga formata uzorka u drugi što mijenja istančanost svakoga uzorka, ali ne i broj uzoraka.